# Atoposmia beameri
Atoposmia beameri là một loài Hymenoptera trong họ Megachilidae. Loài này được Michener mô tả khoa học năm 1951.